# Narcotic Thrust
Narcotic Thrust bestaat uit het dj/producer-duo Andy Morris en Stuart Crichton. De naam van het duo is een anagram van Stuarts naam.

## Biografie
Andy en Stuart werkten al samen halverwege de jaren 90. De Brit Stuart begon begin jaren 90 met het remixen van hits van artiesten als Rozalla en The Grid. Onder de naam Umboza had hij twee grote hits met Cry India en Sunshine. De Australiër Andy vormde in Londen een team met Stuart, nadat zij in verschillende Londense clubs hadden samengewerkt.
Andy en Stuart brachten Funky acid baby als eerste nummer van Narcotic Thrust uit. Hierna volgden remixes voor Apollo 440, Real 2 Real en Amen UK.
In 2002 brachten ze Safe from harm (geen cover van de gelijknamige single van Massive Attack) uit, dat al gauw een dance-klassieker werd. Na enige stilte kregen ze begin 2004 opnieuw een hit met I like it. Begin 2005 hadden ze met When the dawn breaks hun vooralsnog laatste hit.

## Discografie

### Singles
| Single met eventuele hitnotering(en) in de Nederlandse Top 40 | Datum van verschijnen | Datum van binnenkomst | Hoogste positie | Aantal weken | Opmerkingen             |
| ------------------------------------------------------------- | --------------------- | --------------------- | --------------- | ------------ | ----------------------- |
| Funky acid baby                                               | 1996                  | -                     |                 |              |                         |
| Safe from harm                                                | 2002                  | 19-10-2002            | 30              | 2            | Dancesmash op Radio 538 |
| I like it                                                     | 2004                  | 10-4-2004             | 10              | 19           | Dancesmash op Radio 538 |
| When the dawn breaks                                          | 2004                  | 15-1-2005             | 17              | 7            | Dancesmash op Radio 538 |

- Bibliothèque nationale de France: cb140712824 (data)
- International Standard Name Identifier: 0000 0001 0676 1749
- Library of Congress Control Number: no2003045385
- MusicBrainz: 6bfb6a72-5458-420f-9dd9-55b57eb0b617
- Virtual International Authority File: 150440584